# Giri Mulya (Ulu Talo)
Giri Mulya is een bestuurslaag in het regentschap Seluma van de provincie Bengkulu, Indonesië. Giri Mulya telt 234 inwoners (volkstelling 2010).